# Benno

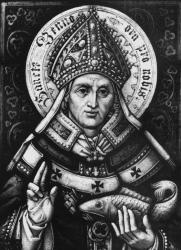
Sankt Benno med fisk och nycklar. Glasmålning från Sankt Bennos kyrka i München.

Benno var ett tyskt helgon och biskop av Meissen, död omkring 1106.
I investiturstriden var Benno än Henrik IV:s anhängare, än stod han på motståndarnas sida. Initiativet till domkyrkan i Meissen tillskrivs honom, och han blev 1523 kanoniserad, till en del för att motverka reformationen. En fest i Meissen 1524 till det nya helgonets ära gav anledning till Luthers skrift Wider den neuen Abgott und alten Teufel der zu Meissen soll erhoben werden.